# Mayo-Dallah
Mayo-Dallah là một tỉnh của Chad ở vùng Mayo-Kebbi Ouest, một vùng của Chad với thủ phủ là Pala.

## Hành chính
Tỉnh gồm 4 phó tỉnh (sous-préfectures):
- Gagal
- Lamé
- Pala
- Torrock